# Jeon Mi-do
Jeon Mi-do (en hangul, 전미도: RR: Jeon Mi-do) es una actriz de televisión, teatro y musicales surcoreana.

## Biografía
Estudió teatro y cine en la Universidad Myongji.
El 13 de abril de 2013 se casó con su novio (que no pertenece al mundo del espectáculo) después de salir por seis meses.

## Carrera
Es miembro de la agencia Bistus Entertainment (비스터스엔터테인먼트).
En el 2018 realizó una aparición en la serie Mother, donde interpretó a Ra-ra, la madre de Won-hee.
El 12 de marzo de 2020 se unió al elenco principal de la popular serie Pasillos de hospital, donde dio vida a la médico Chae Song-hwa, una encantadora y agradable doctora de cirugía neurológica en el "Yulje Medical Center", hasta el final de la serie el 16 de septiembre de 2021. Dentro de la serie los personajes principales tienen un grupo musical conocido como "Mido & Parasol", conformado por Jo Jung-suk (Lee Ik-joon), Yoo Yeon-seok (Ahn Jung-won), Jung Kyung-ho (Kim Joon-wan), Jeon Mi-do (Chae Song-hwa) y Kim Dae-myung (Yang Seok-hyung). Su interpretación fue bien recibida, por lo que su popularidad ha aumentado.
En agosto de 2021 se confirmó que se había unido al elenco principal de la serie Treinta y nueve (también conocida como 39"), donde interpretó a Jung Chan-young, quien soñaba con convertirse en actriz, pero que termina convirtiéndose en profesora de actuación. Aunque tiene una forma de hablar que puede parecer contundente y dura, hay sinceridad en sus palabras. La serie fue estrenada en el 2022.

## Filmografía

### Series de televisión
| Año  | Título                 | Personaje             | Notas              | Ref.          |
| ---- | ---------------------- | --------------------- | ------------------ | ------------- |
| 2018 | Mother                 | Ra-ra                 |                    | [ 10 ]        |
| 2020 | Pasillos de hospital   | Dra. Chae Song-hwa    | 12 episodios       |               |
| 2021 | Pasillos de hospital 2 | Dra. Chae Song-hwa    | 12 episodios       |               |
| 2022 | Treinta y nueve        | Mtra. Jung Chan-young | 12 episodios       | [ 11 ]        |
| 2024 | Connection             | Oh Yun-jin            |                    | [ 12 ] [ 13 ] |
| 2025 | Manual para residentes | Dra. Chae Song-hwa    | Aparición especial | [ 14 ]        |

### Películas
| Año  | Título        | Personaje         | Notas                                                                          |
| ---- | ------------- | ----------------- | ------------------------------------------------------------------------------ |
| 2019 | Metamorphosis | Madre de la Joven | junto a Bae Seong-woo, Sung Dong-il, Jang Young-nam, Kim Hye-jun y Cho Yi-hyun |

### Presentadora
| Año  | Evento                                   | Notas                                              | Ref.   |
| ---- | ---------------------------------------- | -------------------------------------------------- | ------ |
| 2020 | 2020 Mnet Asian Music Awards (2020 MAMA) | Presentadora de categoría - junto a Jung Moon-sung | [ 15 ] |

### Programas de variedades
| Año  | Título                               | Función            | Ref.                        |
| ---- | ------------------------------------ | ------------------ | --------------------------- |
| 2021 | Wise Camping Life (Camping Playlist) | Miembro del equipo | [ 16 ] [ 17 ]               |
| 2021 | Mountain Village Playlist            | Miembro del equipo | [ 18 ] [ 19 ] [ 20 ] [ 21 ] |

### Teatro
| Año  | Título                             | Personaje     | Notas                               |
| ---- | ---------------------------------- | ------------- | ----------------------------------- |
| 2007 | Liar 2 (라이어 2탄)                | Vicky         |                                     |
| 2008 | Agnes of God (신의 아그네스)       | Agnes         | junto a Yoon Seok-hwa y Han Bok-hee |
| 2010 | Hoya (호야)                        | Lee Gwi-in    |                                     |
| 2011 | The Author (디 오써)               | Mi-do         |                                     |
| 2011 | The Seagull (갈매기)               | Nina          |                                     |
| 2012 | The Cherry Orchard (벚꽃동산)      | Anya          |                                     |
| 2012 | Romeo and Juliet (로미오와 줄리엣) | Juliet        |                                     |
| 2013 | 14 in Chekhov (14인 체홉)          | -             |                                     |
| 2014 | Mephisto (메피스토)                | Mephisto      |                                     |
| 2014 | Some Girls (썸걸즈)                | Mido          |                                     |
| 2016 | Hehehe Hahaha (흑흑흑 희희희)      | Yeon Baek-hee |                                     |
| 2016 | Bea (비)                           | Bea           |                                     |
| 2018 | Oslo (오슬로)                      | Mona Juul     |                                     |

### Musicales
| Año               | Título                          | Personaje    | Notas                                                                             |
| ----------------- | ------------------------------- | ------------ | --------------------------------------------------------------------------------- |
| 2019              | When We Were Seventeen          | Miyeon       |                                                                                   |
| 2018              | Il Tenore                       | Seo Jin-yeon |                                                                                   |
| 2016, 2020        | Sweeney Todd                    | Mrs. Lovett  | junto a Jo Seung-woo, Ock Joo-hyun, Yoon So-ho, Kim Sung-cheol y Seo Young-joo    |
| 2015 - 2017, 2020 | Maybe Happy Ending              | Claire       | junto a Jung Moon-sung, Kim Jae-bum y Jung Wook-jin                               |
| 2015              | Man of La Mancha                | Aldonza      | junto a Ryu Jung-han, Jo Seung-woo, Jung Sang-hoon y Kim Ho-yeong                 |
| 2014              | Once                            | Joven        | junto a Yoon Do-hyun, Lee Chang-heey Park Ji-yeon                                 |
| 2013, 2015        | Werther                         | Charlotte    | junto a Jo Seung-woo, Moon Jong-won, Choi Na-rae, Kang Seong-wook y Song Na-young |
| 2013              | Moon Embracing the Sun          | Yeon-woo     | junto a Kim Da-hyun y Cho Kyu-hyun                                                |
| 2012, 2018        | Doctor Zhivago                  | Lara         | junto a Park Eun-tae                                                              |
| 2012, 2013        | Bungee Jump                     | Tae-hee      | junto a Kang Pil-suk, Yoon So-ho y Lee Jae-kyun                                   |
| 2012              | Mirror Princess Pyeong Gang     | Yeon-i       |                                                                                   |
| 2010              | The Disappearance of the Prince | Ja-sook      |                                                                                   |
| 2010              | Splendid Holiday                | Shin-ae      |                                                                                   |
| 2009              | Hero                            | Lingling     |                                                                                   |
| 2008              | Puberty                         | Soo-hee      |                                                                                   |
| 2007              | Finding Mr. Destiny             | Mujer        |                                                                                   |
| 2007              | White Propose                   | -            |                                                                                   |
| 2006              | Mr. Mouse                       | -            |                                                                                   |

### Anuncios
| Año  | Título                    | Notas |
| ---- | ------------------------- | ----- |
| 2020 | 코웨이                    |       |
| 2020 | Febreze (페브리즈)        |       |
| 2020 | Oral-B (오랄-비 전동칫솔) |       |
| 2020 | Kia Sorento (쏘렌토)      |       |

### Revistas / sesiones fotográficas
| Año  | Título                  | Notas                                             |
| ---- | ----------------------- | ------------------------------------------------- |
| 2020 | The Star Magazine       | [ 29 ]                                            |
| 2020 | Esquire Magazine        | [ 30 ]                                            |
| 2020 | ELLE Magazine           | [ 31 ]                                            |
| 2015 | Scene Playbill Magazine | junto a Jo Seung-woo - (publicación de diciembre) |

## Discografía

### Singles
| Año  | Intérprete(s)  | Canción                                     | Álbum                            | Notas           |
| ---- | -------------- | ------------------------------------------- | -------------------------------- | --------------- |
| 2020 | Jeon Mi-do     | Violet Fragrance (보라빛향기)               | "Violet Fragrance"               |                 |
| 2020 | Mido & Parasol | Me to You, You to Me (너에게 난, 나에게 넌) | OST Pt.12 de "Hospital Playlist" | [ 32 ]          |
| 2020 | Jeon Mi-do     | I Knew I Love (사랑하게 될 줄 알았어)       | OST Pt.11 de "Hospital Playlist" | [ 33 ] [ 34 ]   |
| 2020 | Mido & Parasol | Oh! What a Shiny Night (밤이 깊었네)        | OST Pt.10 de "Hospital Playlist" | (versión drama) |
| 2020 | Mido & Parasol | Canon (캐논)                                | OST Pt.10 de "Hospital Playlist" | (versión drama) |

### Colaboraciones
| Año  | Intérprete(s)          | Canción                         | Álbum | Notas  |
| ---- | ---------------------- | ------------------------------- | ----- | ------ |
| 2021 | John Park & Jeon Mi-do | Postponing Each Other All Night | -     | [ 35 ] |

### Grabación de reparto
| Año  | Álbum (Teatro)     | Canción(es) | Notas                                |
| ---- | ------------------ | --- | ------------------------------------ |
| 2012 | Bungee Jump        | "Have You Ever Heard" (혹시, 들은적 있니)                                                                          |                                      |
| 2012 | Bungee Jump        | "Act 1 Finale" | junto a Kang Pil-suk y Lee Jae-kyun  |
| 2012 | Bungee Jump        | "That's My Everything" (그게 나의 전부란 걸)                                                                       | junto a Kang Pil-seok y Yoon So-ho   |
| 2015 | Werther            | "The Legend of Magnet Mountain" (자석산의 전설)                                                                    | junto a Song Na-young                |
| 2015 | Werther            | "We Are" (우리는)                                                                                                  | junto a Jo Seung-woo                 |
| 2015 | Werther            | "One Thousand Years" (하룻밤이 천년)                                                                               | junto a Jo Seung-woo                 |
| 2015 | Werther            | "My Sweet Love" (반가운 나의 사랑)                                                                                 | junto a Jo Seung-woo y Moon Jong-won |
| 2015 | Werther            | "If You Can't Take a Step" (발길을 뗄 수 없으면)                                                                   | junto a Moon Jong-won                |
| 2015 | Werther            | "Like a Sting of Lightning" (번갯불에 쏘인 것처럼)                                                                 | junto a Jo Seung-woo                 |
| 2015 | Werther            | "God" (하나님) |                                      |
| 2015 | Werther            | "Not Too Much" (다만 지나치지 않게)                                                                                | junto a Jo Seung-woo                 |
| 2015 | Werther            | "My Sinister Heart" (불길한 내 마음)                                                                               |                                      |
| 2017 | Maybe Happy Ending | "I'm Going to See You" (만나러 갈 거예요 )                                                                         | junto a Kim Jae-bum                  |
| 2017 | Maybe Happy Ending | "Fireflies and Jeju Island" (반딧불, 그리고 제주도)                                                                | junto a Jung Moon-sung               |
| 2017 | Maybe Happy Ending | "Goodbye, My Room"                                                                                                 | junto a Jung Wook-jin                |
| 2017 | Maybe Happy Ending | "We Walked the Streets in the Rain With Umbrellas" (우린 우산을 나눠쓴 채 그 빗속의 거리를 걸었어)                 | junto a Kim Jae-bum                  |
| 2017 | Maybe Happy Ending | "My Favorite Love Story"                                                                                           | junto a Kim Jae-bum                  |
| 2017 | Maybe Happy Ending | "More Than You Think" (생각보다, 생각만큼)                                                                         |                                      |
| 2017 | Maybe Happy Ending | "What People Have Learned" (사람들로부터 배운 것)                                                                  |                                      |
| 2017 | Maybe Happy Ending | "Love Is" (사랑이란)                                                                                               | junto a Jung Wook-jin                |
| 2017 | Maybe Happy Ending | "Sorry, I Couldn't Keep My Promise" (미안, 나 약속 못 지켰어)                                                      | junto a Jung Wook-jin                |
| 2017 | Maybe Happy Ending | "Nevertheless" (그럼에도 불구하고)                                                                                 | junto a Kim Jae-bum                  |
| 2017 | Maybe Happy Ending | "I'm Afraid I'll Leave the Flowerpot in the Window Too Long" (화분, 화분 다시 창가에 너무 오래 놔둘까 봐 걱정돼서) |                                      |
| 2017 | Maybe Happy Ending | "You Can Just Remember That" (그것만은 기억해도 돼)                                                                | junto a Jung Moon-sung               |
| 2017 | Maybe Happy Ending | "Thank You For Knocking on My Door" (내 문을 두드려줘서 고마웠어")                                                 | junto a Jung Moon-sung               |
| 2017 | Maybe Happy Ending | "With Love, Maybe" (사랑이란, 어쩌면)                                                                              | junto a Jung Wook-jin                |
| 2017 | Maybe Happy Ending | "Nevertheless (Single ver.)" (그럼에도 불구하고)                                                                   | junto a Jung Wook-jin                |
| 2018 | Doctor Zhivago     | "When the Music Played"                                                                                            |                                      |
| 2018 | Doctor Zhivago     | "Now" | junto a Park Eun-tae                 |
| 2018 | Doctor Zhivago     | "On the Edge of Time"                                                                                              | junto a Park Eun-tae                 |

## Premios y nominaciones
| Año  | Categoría                          | Premio                                                                      | Trabajo            | Resultado |
| ---- | ---------------------------------- | --------------------------------------------------------------------------- | ------------------ | --------- |
| 2021 | Best OST (por "I Knew I Love")     | 30th Seoul Music Award                                                      | Hospital Playlist  | Nominada  |
| 2020 | Rising Star Award — Female Actress | Asia Model Award                                                            | -                  | Ganó      |
| 2020 | Best New Actress                   | 7th APAN Star Award                                                         | Hospital Playlist  | Ganó      |
| 2020 | Popular Star Award, Actress        | 7th APAN Star Award                                                         | Hospital Playlist  | Nominada  |
| 2020 | Best Acting Award                  | 5th Asia Artist Award                                                       | Hospital Playlist  | Ganó      |
| 2020 | Best Newcomer Actress              | 2nd Asia Contents Awards Busan International Film Festival                  | Hospital Playlist  | Ganó      |
| 2020 | Rookie Actress                     | 18th Brand of the Year Award                                                | Hospital Playlist  | Ganó      |
| 2020 | Best New Actress                   | 56th Baeksang Arts Award                                                    | Hospital Playlist  | Nominada  |
| 2019 | Best Actress                       | 3rd Korea Musical Award                                                     | Doctor Zhivago     | Nominada  |
| 2018 | Best Actress                       | Stagetalk Audience Choice Awards (SACA 관객이 뽑은 2018 최고의 연극 배우)   | Oslo               | Ganó      |
| 2018 | Best Actress                       | 2nd Korea Musical Award                                                     | Maybe Happy Ending | Ganó      |
| 2017 | Women Popularity Award             | 6th Yegreen Musical Award                                                   | Maybe Happy Ending | Ganó      |
| 2017 | Best Actress                       | Stagetalk Audience Choice Awards (SACA 관객이 뽑은 2017 최고의 뮤지컬 배우) | Maybe Happy Ending | Ganó      |
| 2017 | Best Actress                       | 1st Korea Musical Award                                                     | Sweeney Todd       | Ganó      |
| 2016 | Best Actress                       | Stagetalk Audience Choice Awards (SACA 관객이 뽑은 2016 최고의 연극 배우)   | Hehehe Hahaha, 비  | Ganó      |
| 2015 | Best Actress                       | 9th The Musical Award                                                       | Once               | Ganó      |
| 2008 | Rookie of the Year Award           | Korean Drama Award                                                          | Agnes of God       | Ganó      |